# Liste der Stolpersteine in Colditz
Die Liste der Stolpersteine in Colditz enthält die Stolpersteine, die im Rahmen des gleichnamigen Kunst-Projekts von Gunter Demnig in Colditz verlegt wurden. Mit ihnen soll an die Opfer des Nationalsozialismus erinnert werden, die in Colditz lebten und wirkten.

## Liste der Stolpersteine
| Bild              | Adresse            | Verlegedatum  | Inschrift                                                                                                 | Kurzvita/Anmerkungen | Link |
| ----------------- | ------------------ | ------------- | --- | -------------------- | ---- |
| weitere Bilder \| | Bahnhofstraße 14 · | 11. Okt. 2014 | Hier wohnte Ella Chaja Besser Jg. 1908 deportiert 1942 Riga befreit/überlebt                              |                      |      |
| weitere Bilder \| | Bahnhofstraße 14 · | 11. Okt. 2014 | Hier wohnte Günter Besser Jg. 1931 deportiert 1942 Riga ermordet Juli 1944                                |                      |      |
| weitere Bilder \| | Bahnhofstraße 14 · | 11. Okt. 2014 | Hier wohnte Nathan Besser Jg. 1902 diffamiert/entrechtet tot Aug. 1935 Geschäft arisiert                  |                      |      |
| weitere Bilder \| | Bahnhofstraße 14 · | 11. Okt. 2014 | Hier wohnte Willi Besser Jg. 1930 deportiert 1942 Riga ermordet Juli 1944                                 |                      |      |
| weitere Bilder \| | Markt 13 ·         | 4. Dez. 2013  | Hier wohnte Helene Nussbaum geb. Motulsky Jg. 1892 deportiert 1942 Theresienstadt 1944 Auschwitz ermordet |                      |      |
| weitere Bilder \| | Markt 13 ·         | 4. Dez. 2013  | Hier wohnte Manfred Nussbaum Jg. 1931 deportiert 1942 Theresienstadt 1944 Auschwitz ermordet              |                      |      |
| weitere Bilder \| | Markt 13 ·         | 4. Dez. 2013  | Hier wohnte Seli Nussbaum Jg. 1892 deportiert 1942 Theresienstadt 1944 Auschwitz ermordet                 |                      |      |